# Ecce homo (bibelord)
Ecce homo, vanligen översatt till svenska med ’se människan’, är ett bibelord från Johannesevangeliets 19 kapitel vers 5. Det är de ord som Pilatus riktade till folkmassorna i Jerusalem när Jesus visades fram, iförd purpurmantel och törnekrona.
Johannesevangeliet är skrivet på grekiska och i grundtexten står det Ίδε o άνθρωπος (Ide ho anthropos). Det grekiska ordet anthrõpo betyder 'människa'. Översättningen till latin i Versio Vulgata använder ordet homo och i den engelska översättningen i (King James Bible) används ordet man. Båda dessa ord betyder såväl 'människa' som 'man'.
I de två senaste svenska bibelöversättningarna har man använt ordet man. I den senaste, Bibel 2000, står det ”Här är mannen.” och i 1917 års Bibel lyder texten ”Se mannen!”. I Karl XII:s bibel står det dock "Sij menniskian."